# هیل (مینیاپولیس)
هیل (به انگلیسی: Hale) یک منطقهٔ مسکونی در ایالات متحده آمریکا است که در مینیاپولیس واقع شده‌است. هیل ۳٬۱۷۶ نفر جمعیت دارد.